# Meriania squamulosa
Meriania squamulosa är en tvåhjärtbladig växtart som beskrevs av Ignatz Urban och Erik Leonard Ekman. Meriania squamulosa ingår i släktet Meriania och familjen Melastomataceae. Inga underarter finns listade i Catalogue of Life.